# Carlo Pascale
Carlo Pascale, (anche Paschale o Carlo Pasquale ; in francese, Charles Paschal o Pascal) (Cuneo, 19 marzo 1547 – Abbeville, 25 dicembre 1625), è stato un letterato e diplomatico italiano, al servizio della Francia, naturalizzato francese nel 1588.

## Biografia
Carlo Pascale, figlio di Bartolomeo, appartenne a una famiglia aristocratica di Cuneo. Fece gli studi a Ginevra presso lo zio Gian Luigi Pascale, celebre editore e predicatore riformato. Vicino alle idee calviniste, ritornato in Italia dopo la morte dello zio (bruciato vivo a Roma nel 1560 con l'accusa di eresia), Carlo Pascale si convertì al cattolicesimo. In seguito, nel 1574, si stabilì in Francia, dove ebbe il titolo di Visconte di Quente. Nel 1588 ottenne la cittadinanza francese. 
In Francia Carlo Pascale fu Consigliere di Stato e Avvocato Generale nel Parlamento di Rouen. Fu amico del celebre giurista Guy Du Faur de Pibrac, che gli dette incarichi diplomatici: di Pibrac, Pasquale scrisse la Vita. Si recò come ambasciatore in Polonia nel 1576, poi in Inghilterra nel 1589, nei Grigioni nel 1604. Ci ha lasciato varie opere di carattere trattatistico. Morì nella sua terra di Quente, presso Abbeville.

## Opere
- Commento a Tacito (1581);
- Vidi Fabricii Pibrachii vita (1584);
- De optimo genere elocutionis (1595), trattato;
- Christianae praeces (1602);
- Legatus (1612), trattato;
- Virtutes et Vitia (1615);
- Legatio Rhaetica (1620);